# 恩西纳斯德埃斯格瓦
恩西纳斯德埃斯格瓦，是西班牙卡斯蒂利亚-莱昂巴利亚多利德省的一个市镇。总面积31平方公里，总人口345人（2001年），人口密度11人/平方公里。